# Róbert Mazáň
Róbert Mazáň (Trenčín, 9 febbraio 1994) è un calciatore slovacco, difensore o centrocampista del Panevėžys.

## Caratteristiche tecniche
Terzino sinistro, può giocare anche esterno sulla medesima fascia.

## Statistiche

### Presenze e reti nei club
Statistiche aggiornate al 3 giugno 2019.
| Stagione          | Squadra           | Campionato        | Campionato | Campionato | Coppe nazionali | Coppe nazionali | Coppe nazionali | Coppe continentali | Coppe continentali | Coppe continentali | Altre coppe | Altre coppe | Altre coppe | Totali | Totali |
| Stagione          | Squadra           | Comp              | Pres       | Reti       | Comp            | Pres            | Reti            | Comp               | Pres               | Reti               | Comp        | Pres        | Reti        | Pres   | Reti   |
| ----------------- | ----------------- | ----------------- | ---------- | ---------- | --------------- | --------------- | --------------- | ------------------ | ------------------ | ------------------ | ----------- | ----------- | ----------- | ------ | ------ |
| lug.-dic. 2011    | Trenčín           | SL                | 1          | 0          | CS              | 0               | 0               | -                  | -                  | -                  | -           | -           | -           | 1      | 0      |
| gen.-apr. 2012    | AGOVV             | 1D                | 0          | 0          | CO              | -               | -               | -                  | -                  | -                  | -           | -           | -           | 0      | 0      |
| apr.-giu. 2012    | Trenčín           | SL                | 6          | 1          | CS              | -               | -               | -                  | -                  | -                  | -           | -           | -           | 6      | 1      |
| 2012-2013         | Trenčín           | SL                | 30         | 0          | CS              | 0               | 0               | -                  | -                  | -                  | -           | -           | -           | 30     | 0      |
| 2013-gen. 2014    | Trenčín           | SL                | 18         | 0          | CS              | 0               | 0               | UEL                | 3                  | 0                  | -           | -           | -           | 21     | 0      |
| Totale Trenčín    | Totale Trenčín    | Totale Trenčín    | 55         | 1          |                 | 0               | 0               |                    | 3                  | 0                  |             | -           | -           | 58     | 1      |
| feb.-giu. 2014    | Senica            | SL                | 11         | 0          | CS              | 2               | 0               | UEL                | -                  | -                  | -           | -           | -           | 13     | 0      |
| 2014-gen. 2015    | Senica            | SL                | 18         | 0          | CS              | 1               | 0               | -                  | -                  | -                  | -           | -           | -           | 19     | 0      |
| Totale Senica     | Totale Senica     | Totale Senica     | 29         | 0          |                 | 3               | 0               |                    | -                  | -                  |             | -           | -           | 32     | 0      |
| gen.-giu. 2015    | Podbeskidzie      | EK                | 2          | 0          | CP              | 3               | 0               | -                  | -                  | -                  | -           | -           | -           | 5      | 0      |
| 2015-2016         | Žilina B          | 2L                | 3          | 0          | -               | -               | -               | -                  | -                  | -                  | -           | -           | -           | 3      | 0      |
| 2016-2017         | Žilina B          | 2L                | 5          | 0          | -               | -               | -               | -                  | -                  | -                  | -           | -           | -           | 5      | 0      |
| Totale Žilina B   | Totale Žilina B   | Totale Žilina B   | 8          | 0          |                 | -               | -               |                    | -                  | -                  |             | -           | -           | 8      | 0      |
| 2015-2016         | Žilina            | SL                | 17         | 0          | CS              | 3               | 0               | UEL                | 1                  | 0                  | -           | -           | -           | 21     | 0      |
| 2016-2017         | Žilina            | SL                | 13         | 1          | CS              | 1               | 0               | -                  | -                  | -                  | -           | -           | -           | 14     | 1      |
| lug.-dic. 2017    | Žilina            | SL                | 17         | 0          | CS              | 1               | 0               | UCL                | 2                  | 0                  | -           | -           | -           | 20     | 0      |
| Totale Žilina     | Totale Žilina     | Totale Žilina     | 47         | 1          |                 | 5               | 0               |                    | 3                  | 0                  |             | -           | -           | 55     | 1      |
| gen.-giu. 2018    | Celta Vigo        | PD                | 2          | 0          | CR              | 0               | 0               | -                  | -                  | -                  | -           | -           | -           | 2      | 0      |
| 2018-gen. 2019    | Celta Vigo        | PD                | 1          | 0          | CR              | 1               | 0               | -                  | -                  | -                  | -           | -           | -           | 2      | 0      |
| Totale Celta Vigo | Totale Celta Vigo | Totale Celta Vigo | 3          | 0          |                 | 1               | 0               |                    | -                  | -                  |             | -           | -           | 4      | 0      |
| gen.-giu. 2019    | Venezia           | B                 | 7          | 0          | CI              | -               | -               | -                  | -                  | -                  | -           | -           | -           | 7      | 0      |
| Totale carriera   | Totale carriera   | Totale carriera   | 151        | 2          |                 | 12              | 0               |                    | 6                  | 0                  |             | -           | -           | 169    | 2      |

### Cronologia presenze e reti in nazionale
| Cronologia completa delle presenze e delle reti in nazionale ― Slovacchia | Cronologia completa delle presenze e delle reti in nazionale ― Slovacchia | Cronologia completa delle presenze e delle reti in nazionale ― Slovacchia | Cronologia completa delle presenze e delle reti in nazionale ― Slovacchia | Cronologia completa delle presenze e delle reti in nazionale ― Slovacchia | Cronologia completa delle presenze e delle reti in nazionale ― Slovacchia | Cronologia completa delle presenze e delle reti in nazionale ― Slovacchia | Cronologia completa delle presenze e delle reti in nazionale ― Slovacchia |
| Data                                                                      | Città                                                                     | In casa                                                                   | Risultato                                                                 | Ospiti                                                                    | Competizione                                                              | Reti                                                                      | Note                                                                      |
| ------------------------------------------------------------------------- | ------------------------------------------------------------------------- | ------------------------------------------------------------------------- | ------------------------------------------------------------------------- | ------------------------------------------------------------------------- | ------------------------------------------------------------------------- | ------------------------------------------------------------------------- | ------------------------------------------------------------------------- |
| 8-10-2017                                                                 | Trnava                                                                    | Slovacchia                                                                | 3 – 0                                                                     | Malta                                                                     | Qual. Mondiali 2018                                                       | -                                                                         | 87’                                                                       |
| 14-11-2017                                                                | Trnava                                                                    | Slovacchia                                                                | 1 – 0                                                                     | Norvegia                                                                  | Amichevole                                                                | -                                                                         | 63’                                                                       |
| 22-3-2018                                                                 | Bangkok                                                                   | Emirati Arabi Uniti                                                       | 1 – 2                                                                     | Slovacchia                                                                | Amichevole                                                                | -                                                                         | 78’                                                                       |
| 25-3-2018                                                                 | Bangkok                                                                   | Thailandia                                                                | 2 – 3                                                                     | Slovacchia                                                                | Amichevole                                                                | -                                                                         |                                                                           |
| 31-5-2018                                                                 | Trnava                                                                    | Slovacchia                                                                | 1 – 1                                                                     | Paesi Bassi                                                               | Amichevole                                                                | -                                                                         |                                                                           |
| 5-9-2018                                                                  | Trnava                                                                    | Slovacchia                                                                | 3 – 0                                                                     | Danimarca                                                                 | Amichevole                                                                | -                                                                         |                                                                           |
| 7-6-2019                                                                  | Trnava                                                                    | Slovacchia                                                                | 5 – 1                                                                     | Giordania                                                                 | Amichevole                                                                | -                                                                         |                                                                           |
| 13-10-2019                                                                | Bratislava                                                                | Slovacchia                                                                | 1 – 1                                                                     | Paraguay                                                                  | Amichevole                                                                | -                                                                         | 87’                                                                       |
| 8-10-2020                                                                 | Bratislava                                                                | Slovacchia                                                                | 0 – 0 dts (4 – 2 dtr)                                                     | Irlanda                                                                   | Qual. Euro 2020                                                           | -                                                                         |                                                                           |
| 14-10-2020                                                                | Trnava                                                                    | Slovacchia                                                                | 2 – 3                                                                     | Israele                                                                   | UEFA Nations League 2020-2021 - 1º turno                                  | -                                                                         |                                                                           |
| 15-11-2020                                                                | Trnava                                                                    | Slovacchia                                                                | 1 – 0                                                                     | Scozia                                                                    | UEFA Nations League 2020-2021 - 1º turno                                  | -                                                                         | 77’                                                                       |
| Totale                                                                    |                                                                           | Presenze                                                                  | 11                                                                        |                                                                           | Reti                                                                      | 0                                                                         |                                                                           |

## Palmarès

### Club

#### Competizioni nazionali
- Campionato slovacco: 1

Žilina: 2016-2017